# Sucà
Sucà (en hebreu: סוכה) és un tractat de la Mixnà i del Talmud. És el sisè tractat de l'ordre de Moed. Sucá tracta principalment sobre les lleis relacionades amb la festa jueva de Sucot. El tractat té cinc capítols. En aquest tractat s'exploren els següents temes:
- La Sucà, o tabernacle, a on es viu durant la festivitat de Sucot.

- Les lleis relatives a cadascuna de les quatre espècies de plantes que s'agiten durant les oracions en la festivitat de Sucot.

- La celebració de l'extracció de l'aigua (en hebreu: שמחת בית השואבה) (transliterat: Simchat Beit Hashoeva) que havia tingut lloc al Temple de Jerusalem durant les nits de Sucot.[1]